# Hratchia Haroutunian
Pour les articles homonymes, voir Haroutiounian.
Hratchia Haroutunian est un violoniste né en 1950 à Gumri en Arménie et établi a Paris depuis 1998.

## Biographie
Hratchia Haroutunian (on voit aussi Grachia Arutiunian) naît à Gyumri en Arménie en 1950 et étudie au conservatoire Tchaïkovski à Moscou sous la tutelle de Leonid Kogan. Il est lauréat du 6e Concours international de violon Henryk Wieniawski en 1972, et se produit principalement en tant que soliste et chambriste, en Allemagne, en Argentine, en Russie, au Japon ou en Grèce. En 1977, il est nommé professeur et responsable du département des cordes au conservatoire Komitas d'Erevan. En 1998, il s'installe en France et enseigne au conservatoire à rayonnement régional de Paris, ainsi qu'au conservatoire à rayonnement communal du 5e arrondissement de Paris. Il a réalisé à la radio de Moscou plusieurs enregistrements appréciés par la critique. Son fils, David Haroutunian est également violoniste.

## Enregistrements
- Entre Orient et Occident, Hratchia Haroutunian (violon), Ada Akopian, Ziliné Zakarian, Edouard Mamayev (piano), Studio de la radio, Moscou, 1990-1991, Paris, éditions Nech, NCCD3269, 1997[4] : 
  - Komitas, La Grue, L'Abricotier, La Perdrix
  - Aram Khatchatourian, Nocturne, Danse, Chant-poème, Danse d'Aïché
  - Edouard Baghdassarian, Nocturne
  - Edouard Mirzoyan, Perpetuum mobile
  - Niccolo Paganini, Cantabile Op. 17
  - Henryk Wieniawski, Scherzo, Tarantelle Op. 16
  - César Cui, Orientale,
  - Fritz Kreisler,  Marche miniature viennoise

- Sergei Prokofiev - Violin Concerto No. 1 in D major, Op. 19, II. Vivacissimo - Poznań Philharmonic Orchestra, conduit par Antoni Wit[7]